# 굴루구

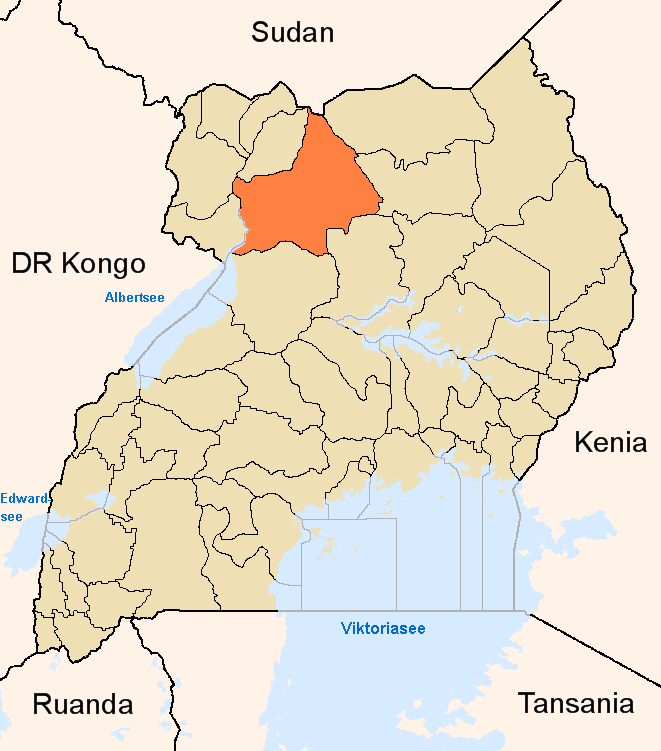
굴루 구의 위치

굴루구(Gulu)는 우간다 북부에 위치한 구로, 행정 중심지는 굴루이며 면적은 11,732km2, 인구는 298,500명(2002년 인구 조사 기준)이다.
행정 구역상으로는 북부 주에 속하며 3개 군(아스와 군, 굴루 군, 오모로 군)을 관할한다. 북동쪽으로는 키트굼 구, 동쪽으로는 파데르 구, 남쪽으로는 오얌 구, 서쪽으로는 아루아 구와 네비 구, 북서쪽으로는 아주마니 구, 북쪽으로는 남수단과 접한다.